# Spathius daedalus
Spathius daedalus är en stekelart som beskrevs av Nixon 1943. Spathius daedalus ingår i släktet Spathius och familjen bracksteklar. Inga underarter finns listade i Catalogue of Life.